# Wereldkampioenschappen baanwielrennen 1996
De wereldkampioenschappen baanwielrennen 1996 werden van 28 augustus tot en met 1 september 1996 gehouden in het Manchester Velodrome in de Engelse stad Manchester. Er stonden twaalf onderdelen op het programma, acht voor mannen en vier voor vrouwen.

## Medailles

### Mannen
| Onderdeel            | Goud | Goud                                                          | Zilver | Zilver                                                        | Brons | Brons                                             |
| -------------------- | ---- | ------------------------------------------------------------- | ------ | ------------------------------------------------------------- | ----- | ------------------------------------------------- |
| Sprint               | FRA  | Florian Rousseau                                              | USA    | Marty Nothstein                                               | AUS   | Darryn Hill                                       |
| 1 km tijdrit         | AUS  | Shane Kelly                                                   | GER    | Sören Lausberg                                                | GER   | Jan van Eijden                                    |
| Achtervolging        | GBR  | Chris Boardman                                                | ITA    | Andrea Collinelli                                             | FRA   | Francis Moreau                                    |
| Ploegenachtervolging | ITA  | Andrea Colinelli Adler Capelli Cristiano Citton Mauro Trentin | FRA    | Philippe Ermenault Jean-Michel Monin Francis Moreau Cyril Bos | GER   | Guido Fulst Torsten Rund Heiko Szonn Danilo Hondo |
| Teamsprint           | AUS  | Darryn Hill Shane Kelly Gary Neiwand                          | GER    | Michaël Hübner Jens Fiedler Sören Lausberg                    | FRA   | Laurent Gané Florian Rousseau Hervé Thuet         |
| Keirin               | USA  | Marty Nothstein                                               | AUS    | Gary Neiwand                                                  | FRA   | Frédéric Magné                                    |
| Puntenkoers          | ESP  | Juan Llaneras                                                 | DEN    | Michael Sandstöd                                              | ITA   | Silvio Martinello                                 |
| Koppelkoers          | ITA  | Silvio Martinello Marco Villa                                 | AUS    | Scott McGrory Stephen Pate                                    | GER   | Andreas Kappes Carsten Wolf                       |

- Renners van wie de namen schuingedrukt staan kwamen in actie tijdens minimaal één ronde maar niet tijdens de finale.

### Vrouwen
| Onderdeel     | Goud | Goud                  | Zilver | Zilver             | Brons | Brons                |
| ------------- | ---- | --------------------- | ------ | ------------------ | ----- | -------------------- |
| Sprint        | FRA  | Félicia Ballanger     | GER    | Annette Neumann    | FRA   | Magali Humbert-Faure |
| 500m tijdrit  | FRA  | Félicia Ballanger     | GER    | Annette Neumann    | AUS   | Michelle Ferris      |
| Achtervolging | FRA  | Marion Clignet        | AUS    | Lucy Tyler-Sharman | ITA   | Antonella Bellutti   |
| Puntenkoers   | RUS  | Svetlana Samokhvalova | USA    | Jane Quigley       | RUS   | Goulnara Fatkoulina  |

### Medaillespiegel
| Plaats | Land                | Goud | Zilver | Brons | Totaal |
| 1      | Frankrijk           | 4    | 1      | 4     | 9      |
| 2      | Australië           | 2    | 3      | 2     | 7      |
| 3      | Italië              | 2    | 1      | 2     | 5      |
| 4      | Verenigde Staten    | 1    | 2      | 0     | 3      |
| 5      | Rusland             | 1    | 0      | 1     | 2      |
| 6      | Spanje              | 1    | 0      | 0     | 1      |
| 6      | Verenigd Koninkrijk | 1    | 0      | 0     | 1      |
| 8      | Duitsland           | 0    | 4      | 3     | 7      |
| 9      | Denemarken          | 0    | 1      | 0     | 1      |
| Totaal | Totaal              | 12   | 12     | 12    | 36     |